# Singer (auto)
Singer & Co. Ltd. (1875-1936), later Singer Motors Ltd (1936-1970), is een historisch Brits merk van fietsen, auto's en motorfietsen. Het merk was sinds 1956 onderdeel van de Rootes Group uit Engeland.

## Geschiedenis

### George Singer
George Singer werd op 26 januari 1847 te Stinsford geboren. Hij begon zijn carrière als leerling bij John Penn & Sons engineering Works in Greenwich. In 1869 verhuisde hij naar Coventry om daar onder leiding van James Starley te gaan werken bij de Coventry Machinist Company, Hier werkte hij samen met o.a. William Hillman aan het maken van fietsen en ontwikkelde zich tot een innovatief en goed werktuigkundige.
In 1873 trouwde hij met Elizabeth Stringer. Ze zouden vier kinderen krijgen: de zonen Arthur Leonard en Ernest, en de dochters Minnie en Louise. In het zelfde jaar ging George werken als manager de fietsenfabriek 'Paragon cycles' van Charles D. Roberts, ook in Coventry.
Begin 1875 startte George Singer met hulp van zijn schoonvader zijn eigen bedrijf, Singer & Co., waar fietsen gebouwd werden. Gedurende het bestaan werd de bedrijfsnaam meerdere malen aangepast; Singer & Co (1875-1894), Singer & Co Ltd (1894-1896 en 1903-1936), Singer Cycle Co Ltd (1896-1903) en Singer Motors Ltd (1936-1955). Het groeide al snel uit tot een groot bedrijf met op de top van zijn succes een kapitaal van 700.000 pond. In 1901 begon het bedrijf met het produceren van auto's.
Singer trad in 1881 toe tot het stadsbestuur van Coventry, en is enige tijd ook burgemeester geweest van deze stad. In 1898 beëindigde hij zijn politieke loopbaan om zich meer toe te leggen op liefdadigheid en goede doelen.
George Singer stierf op 4 januari 1909 op 62-jarige leeftijd.

### Fietsen
Singer & Co is in 1875 begonnen als fabrikant van goede kwaliteit fietsen in Coventry. De eerste serie fietsen was de "Challenge", dit waren "Ordinaries" ook wel "Penny Farthings", Hoge bi fietsen. Snel volgde andere modellen waaronder de "Xtra-Ordinary", "Apollo", "Velociman" (driewieler) en de Lawson Safety Cycle (ontwerp van Harry John Lawson). 
Deze "Safety" fietsen werden voorzien van aandrijving via hefbomen op het achterwiel, het voorwiel was kleiner dan het achterwiel, de bestuurder zat net achter het voorwiel en dus lager zodat deze met zijn voeten bij de grond kon komen wat de veiligheid ten goede kwam. Echt succesvol werd de "Safety bike" pas nadat John Kemp Starley in 1885 zijn "Rover" introduceerde voorzien van een diamantframe en twee gelijke wielen, een ontwerp dat, nog steeds bij de hedendaagse fietsen wordt toegepast.

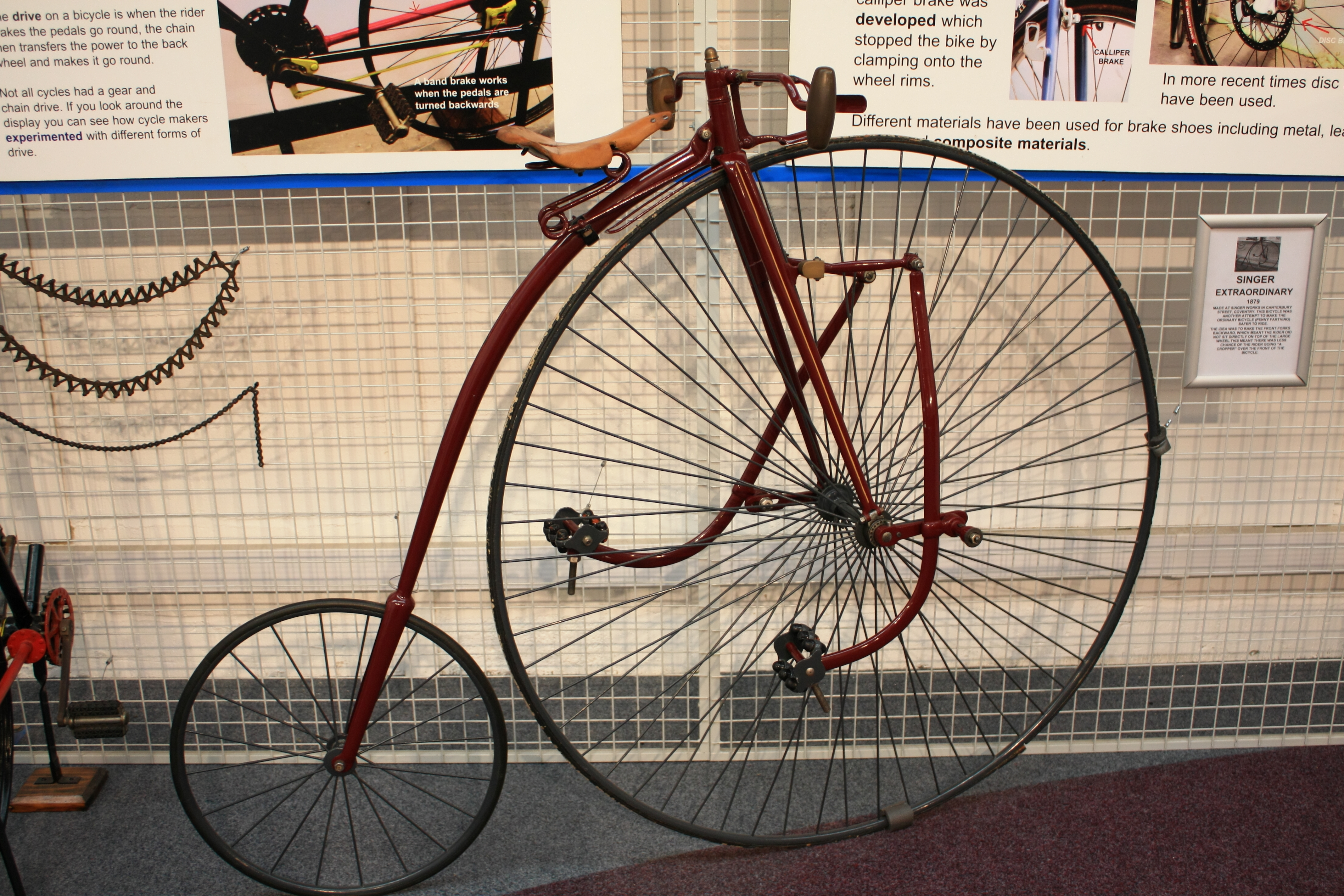
Singer Extraordinary (1879)
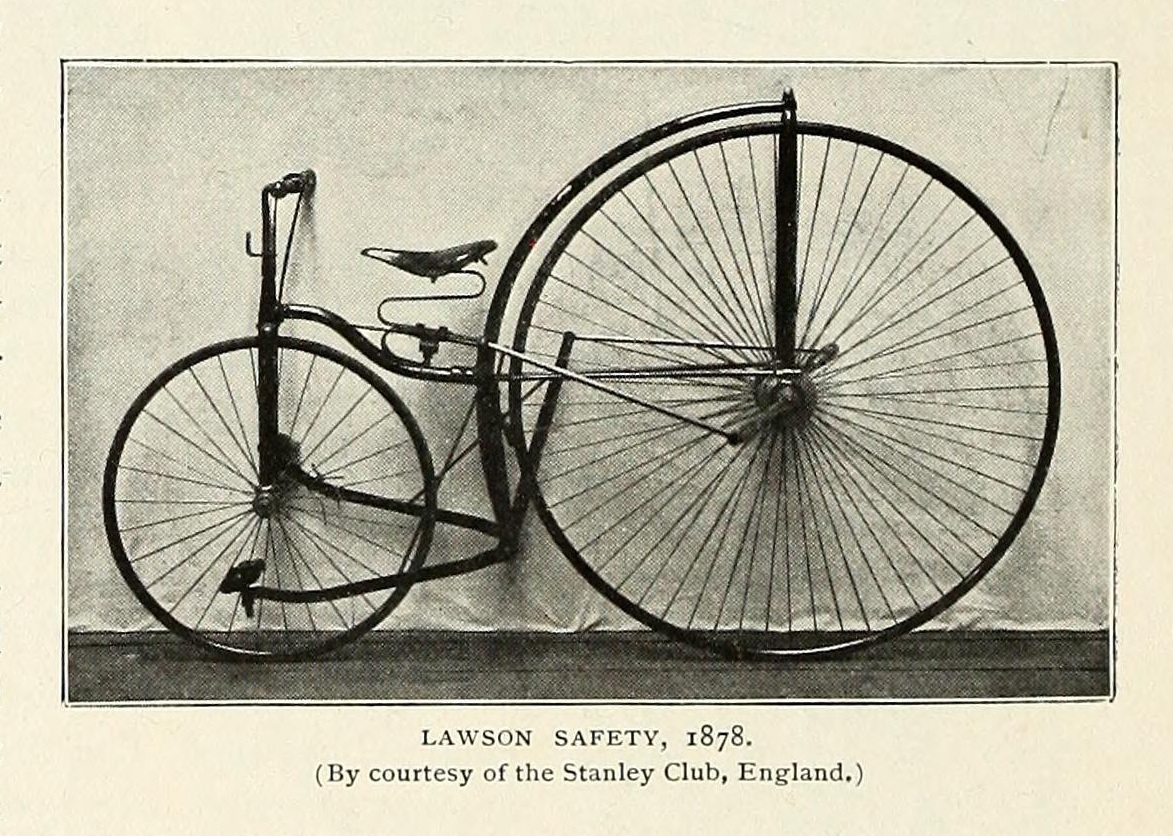
H.J. Lawson's Safety Bicycle (1878)
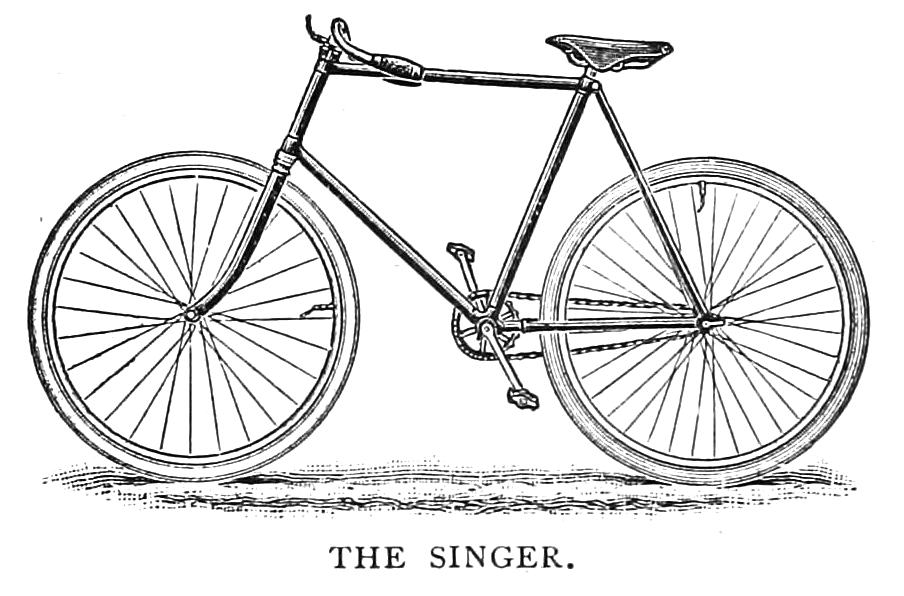
Illustratie uit "The Wheels of '95", Outing magazine (1895)

### Motorfietsen
In 1900 begon Singer met het produceren van zijn eerste gemotoriseerde modellen. Versterkte fietsen en driewielers werden voorzien van een door Perks & Birch ontwikkelde "Motor Wheel", een aluminium wiel aangedreven door een ingebouwde 2 PK motor. Deze werden in verschillende varianten tot 1905 gemaakt. Het idee van de "motor wheel" zou twintig jaar later opnieuw worden toegepast door Ettore Bugatti.
De productie van de eerste "moderne" motorfietsen vond plaats rond 1905 en ging door tot rond 1921.
In 1909 bouwde Singer een serie wedstrijdmotoren waarmee aan verschillende wedstrijden werd deelgenomen, waaronder de Isle of Man Senior TT in 1914. George E. Stanley brak in 1912 op een Singer motorfiets het uurrecord op de Brooklands race track en werd daarmee de eerste rijder met die met een 350cc-motor 60 mijl (97 km) in een uur aflegde.
Singer groeide in zijn hoogtij dagen uit tot de grootste motorfietsproducent te wereld.

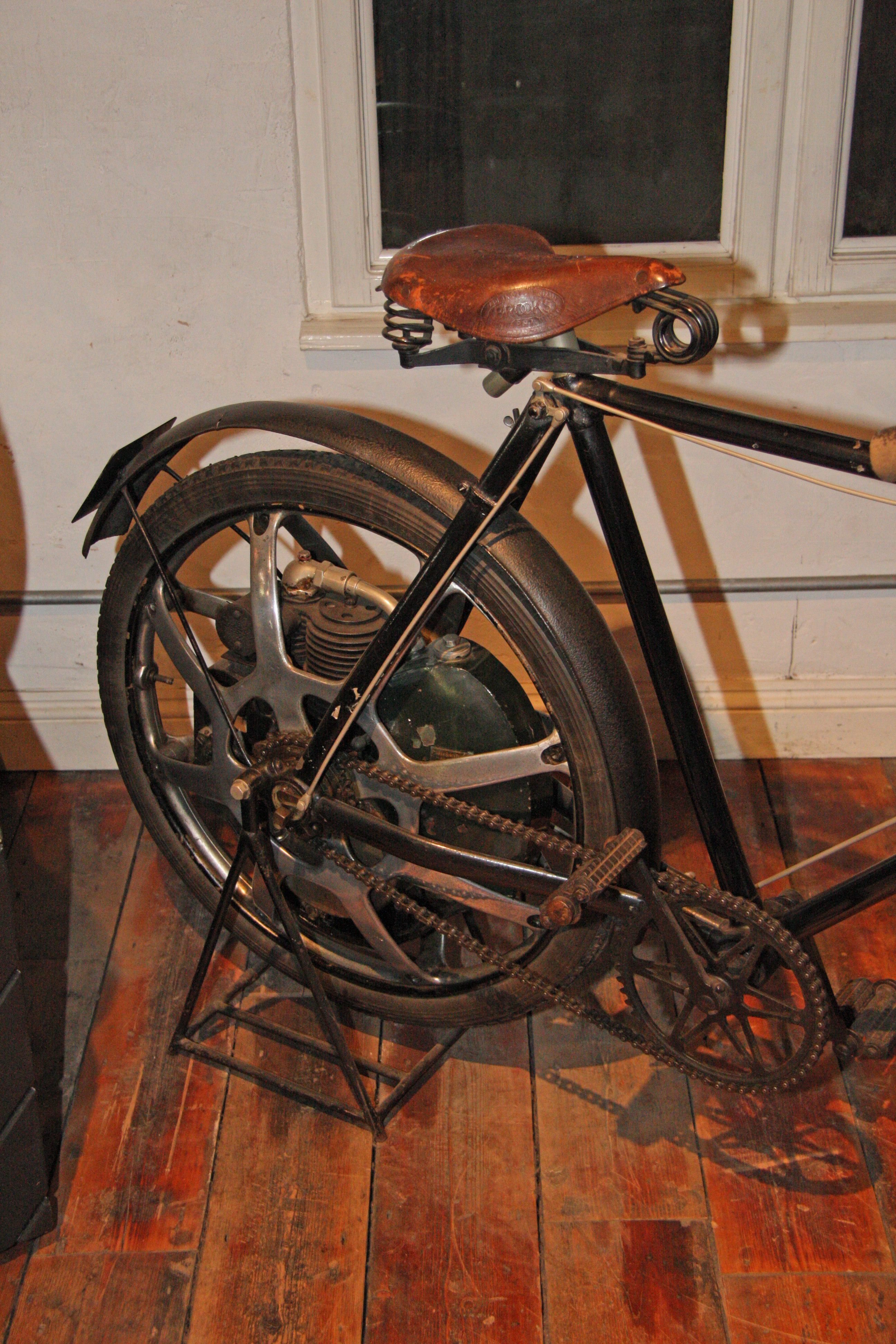
Perks & Birch motor Wheel
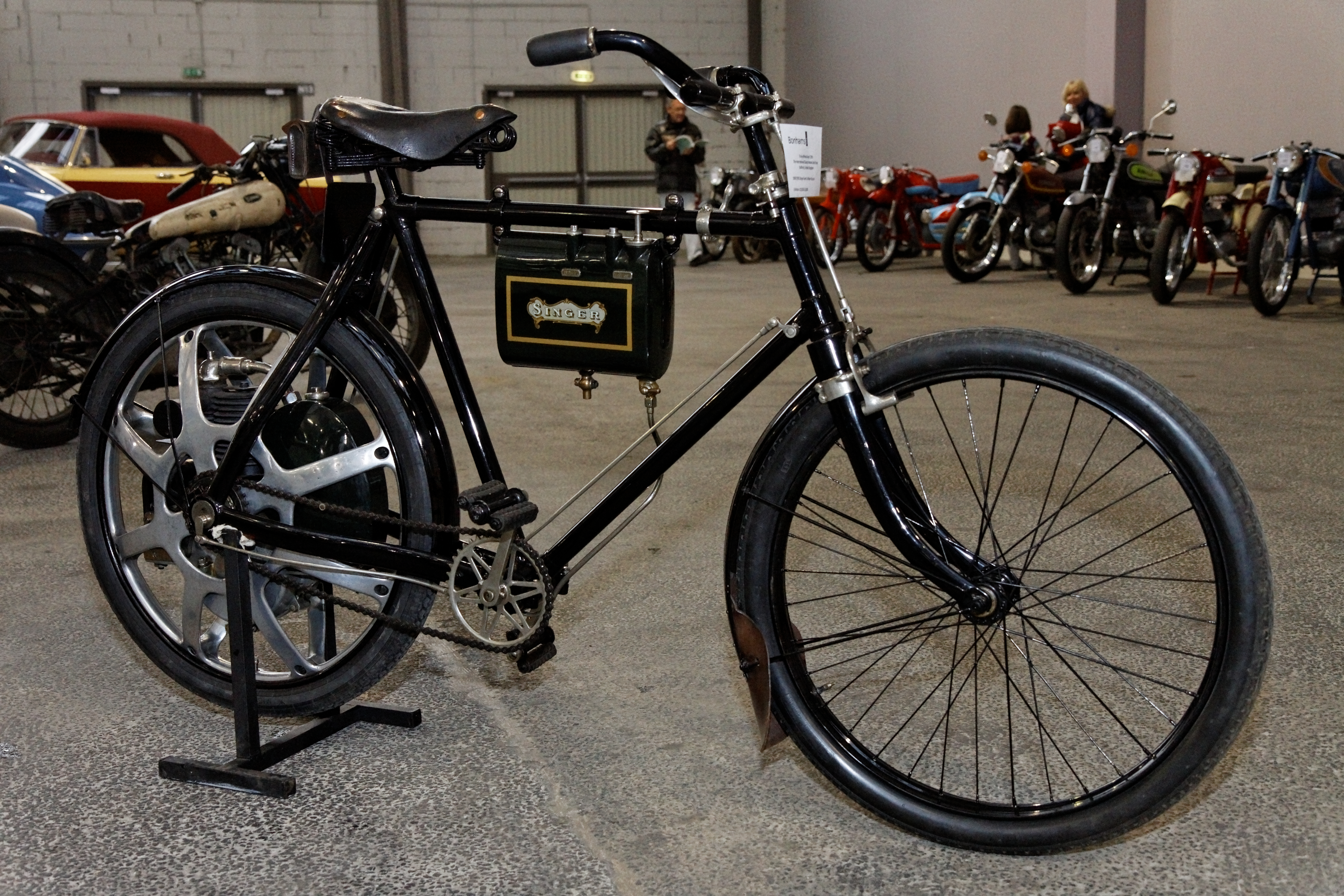
Singer Gent's Motor Bicycle (1900-1901)
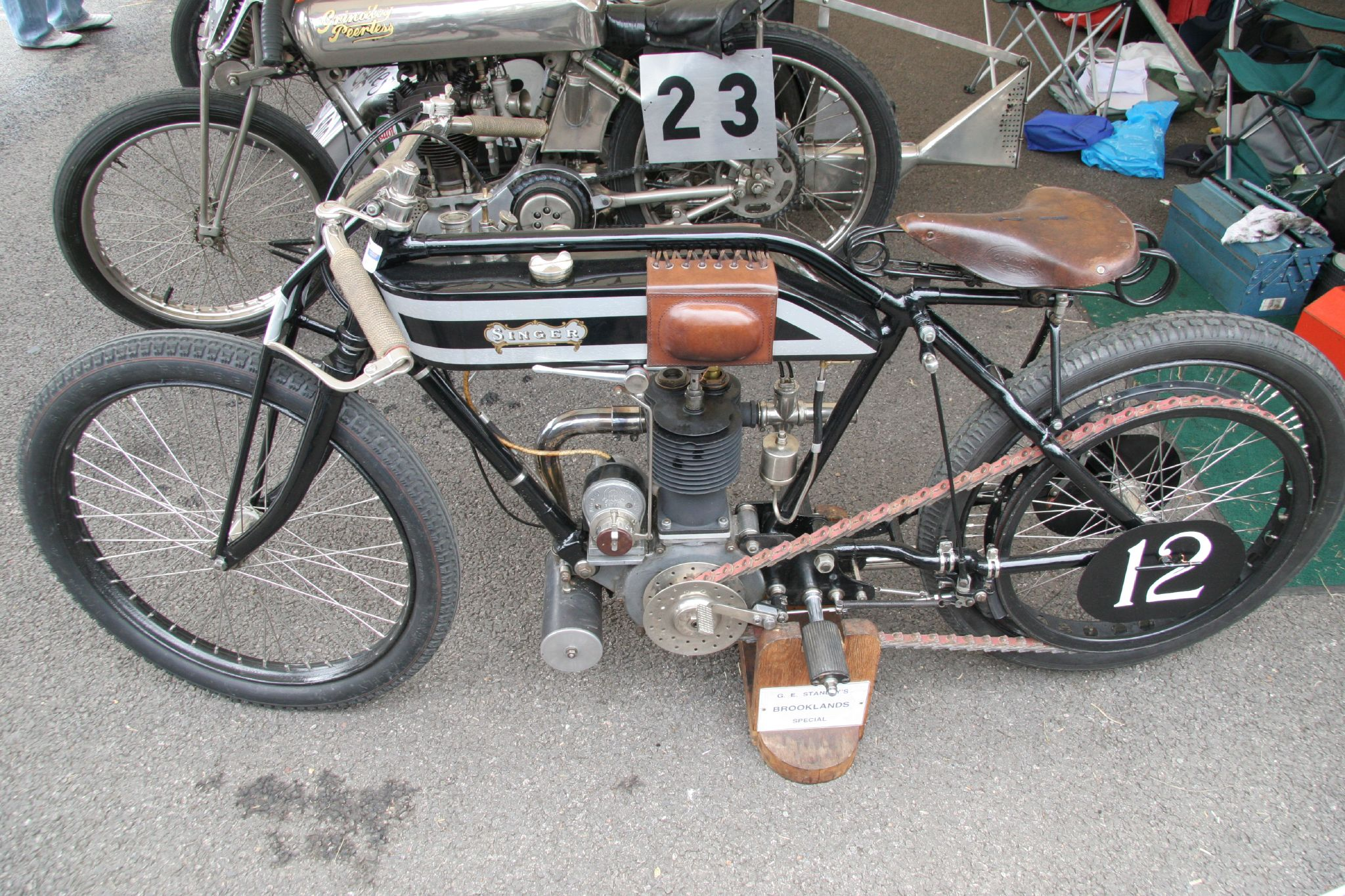
Singer Motorfiets

### Auto's
In 1905 werd de eerste Singer onder licentie van Lea Francis geproduceerd, een vierwieler met een horizontale cilinder. Snel breidde dit zich uit met een hele serie van auto's voorzien van ingekochte motoren, meestal van White & Poppe.
In 1912 werd de eerste lichtgewicht auto, de Singer Ten geïntroduceerd. Tot dan toe ware auto's of enorme grote zware constructies, of eenvoudige cyclecars; eigenlijk niets anders dan veredelde motorfietsen.
In de jaren twintig bleef Singer groeien, waarbij de 10 pk motor van de Ten gebruikt werd als basis voor het modellengamma. De motor was al snel achterhaald en werd verbeterd op de competitie aan te kunnen, de versnellingsbak werd verplaatst naar het midden van de auto wat veel gebruikelijker was. De auto's werden voorzien met remmen op alle vier wielen.
Omdat de Ten uitgegroeide tot een grote auto werd in 1926 de Junior geïntroduceerd. Dit was een compacte, comfortable auto aangedreven door een 8 pk motor en zou de eerste massa geproduceerde Britse lichtgewicht auto worden. Vijf jaar later werd de Junior opgevolgd door de sportievere Nine.

### Succes en ondergang
De depressie van de jaren dertig en een groot race-ongeluk betekende een flinke financiële achteruitgang waardoor het bedrijf genoodzaakt was fabrieken te sluiten. In 1936 werd het bedrijf gereorganiseerd als Singer Motors Ltd. Tot aan de oorlog werden nog enkele minder succesvolle modellen geïntroduceerd.
Gedurende de Tweede Wereldoorlog werden de fabrieken gebruikt voor het produceren van onderdelen van Wellington-bommenwerpers, Spitfire-vliegtuigen, wapens, behuizingen van bommen en kogels en zelfs jerrycans.
Na de oorlog werd de productie van auto's weer opgepakt maar het succes van de jaren twintig zou nooit meer gehaald worden. Tegen het einde van 1955 stond het bedrijf op de rand van de afgrond en in 1956 werd het overgenomen door de Rootes Group.
Saillant detail, William (Billy) Rootes, ooit begonnen als leerling bij Singer, kocht 50 van de eerste Singer Tens om deze weer door te verkopen, wat uiteindelijk de start van de Rootes Group zou zijn.
Snel werden nieuwe modellen geïntroduceerd waaronder de Gazelle, een Hillman Minx met de motor uit de Hunter. Onder invloed Rootes liepen de verkoopcijfers weer op. De vraag naar een groter, luxer model werd ingevuld door de Vogue, en om de concurrentie met de kleinere modellen, o.a. de Mini en de Ford Anglia aan te kunnen volgde de Chamois, een variant van de Hillman Imp.
In 1964 nam Chrysler een belang van 30% in de Britse Rootes Group. In mei 1966 werd dat belang verhoogd tot 77%. Eerder had Chrysler al een aanzienlijk belang in Simca van Ford overgenomen en in 1967 werden beiden samengebracht in Chrysler Europe. Hiermee wilde Chrysler voet op Europese bodem krijgen en net als General Motors en Ford een multinationale autobouwer worden.
Als gevolg van deze grote reorganisaties werd de laatste Singer in april 1970 geproduceerd, bijna 100 jaar nadat George Singer de eerste fiets bouwde.
Wegens enorme financiële problemen besloot Chrysler op 10 mei 1978 de Europese tak aan PSA te verkopen, om zich zo beter op de activiteiten in de Verenigde Staten te kunnen concentreren. 
Hierdoor is de merknaam Singer nu in handen van Peugeot maar tot nu toe is het niet bekend of er plannen zijn om er iets mee te doen.

## Automodellen

### 1905-1916
| Model    | Productie jaren | Cilinders / Configuratie | Cilinderinhoud |
| 8/10 hp  | 1906            | 2 / sv                   | 1800 cm³       |
| 12/14 hp | 1906            | 2 / sv                   | 2537 cm³       |
| 7/9 hp   | 1906–1910       | 2 / sv                   | 905 cm³        |
| 12/14 hp | 1906–1910       | 4 / sv                   | 1810 cm³       |
| 10 hp    | 1907            | 3 / sv                   | 1358 cm³       |
| 12/15 hp | 1907            | 4 / sv                   | 2438 cm³       |
| 20/22 hp | 1907            | 4 / sv                   | 3686 cm³       |
| 20/25 hp | 1908–1910       | 4 / sv                   | 3456 cm³       |
| 16 hp    | 1909            | 4 / sv                   | 2497 cm³       |
| 16/20 hp | 1910            | 4 / sv                   | 2799 cm³       |
| 20/25 hp | 1910            | 4 / sv                   | 4714 cm³       |
| 15 hp    | 1911–1914       | 4 / sv                   | 2610 cm³       |
| 20 hp    | 1911–1915       | 4 / sv                   | 3307 cm³       |
| 14 hp    | 1913–1914       | 4 / sv                   | 2384 cm³       |
| 25 hp    | 1913–1914       | 4 / sv                   | 4082 cm³       |
| 10 hp    | 1913–1916       | 4 / sv                   | 1096 cm³       |
| 15.9 hp  | 1915            | 4 / sv                   | 2614 cm³       |

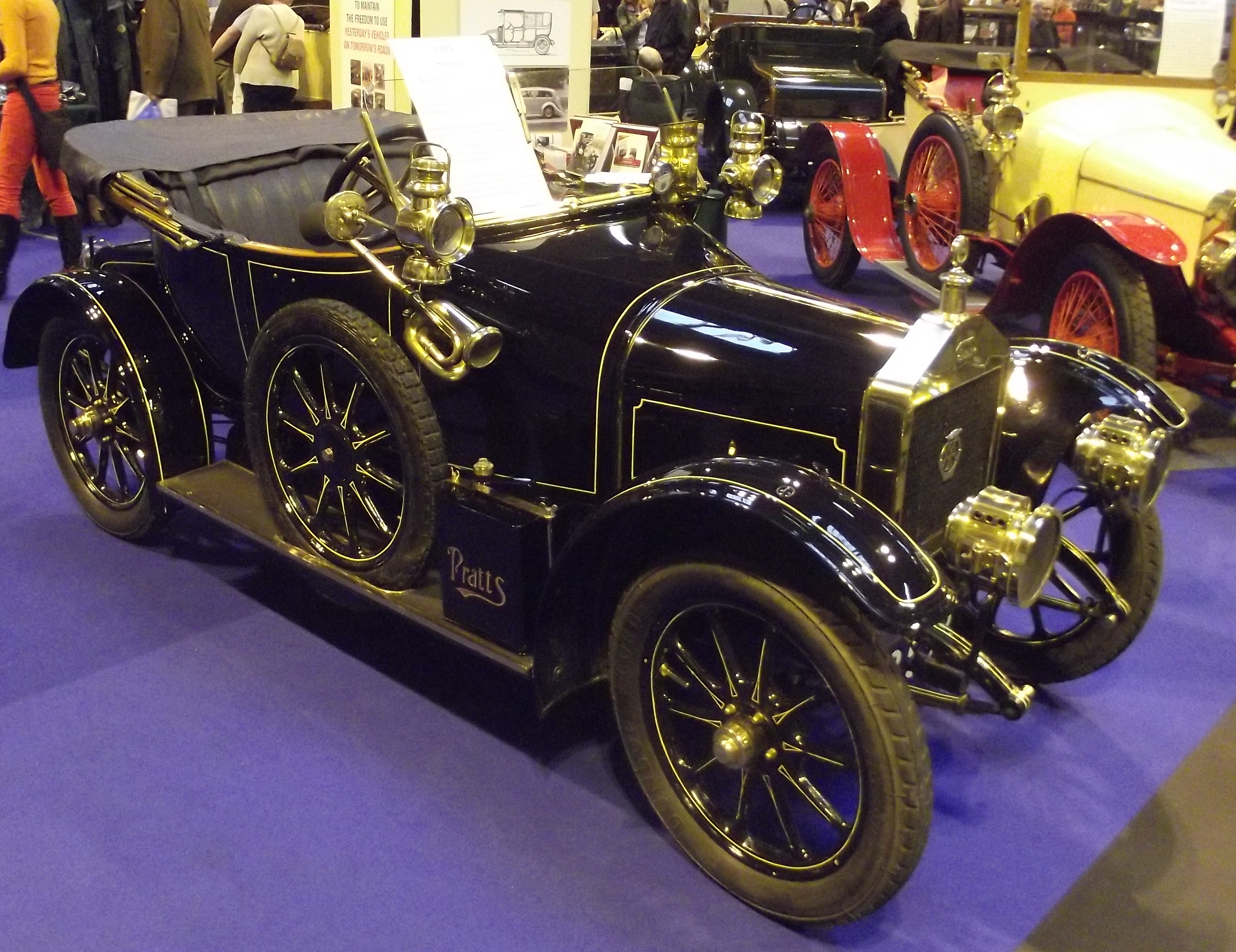
Singer 10 (1914)
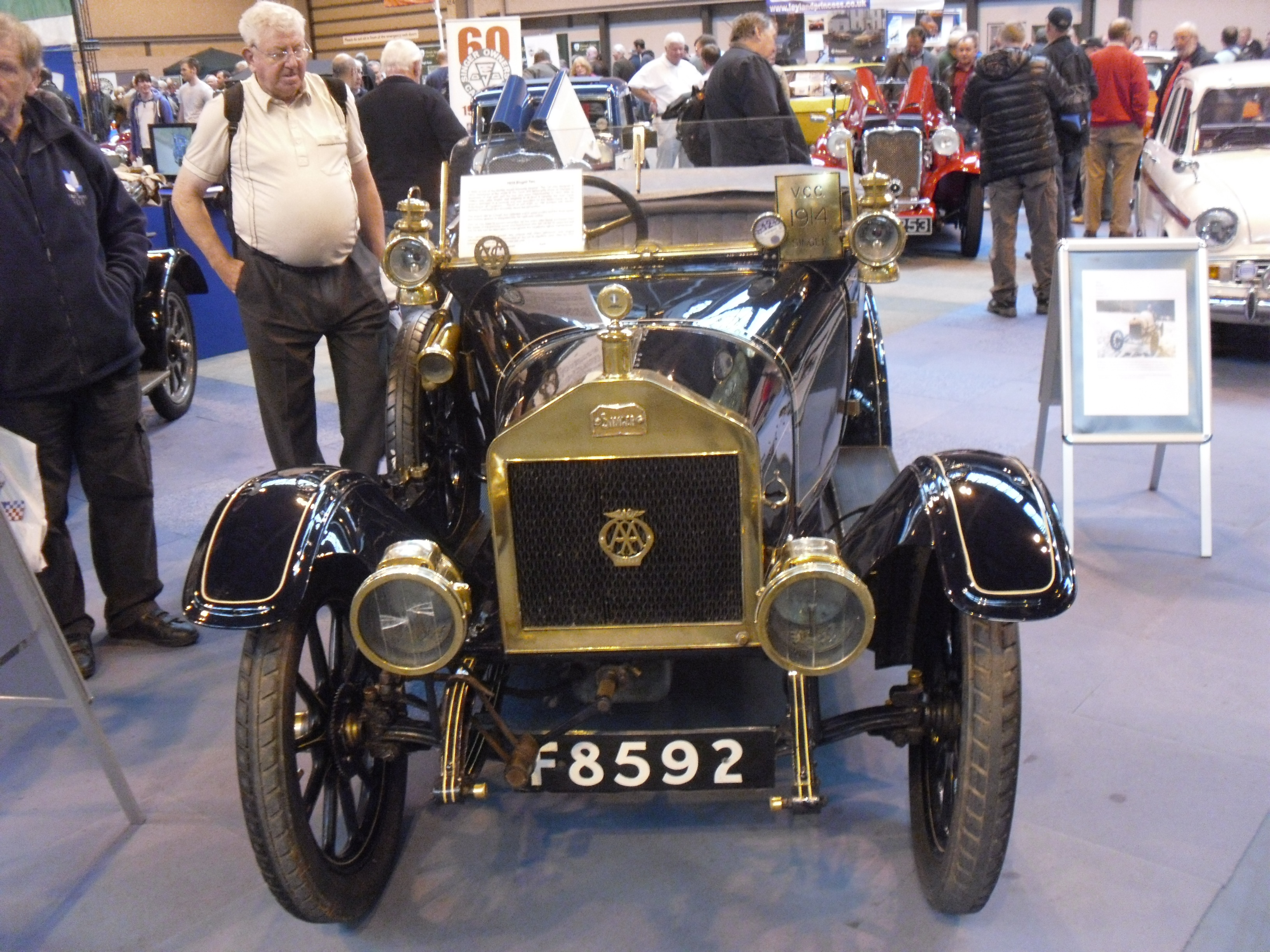
Singer 10 (1914)

### 1919-1949
| Model               | Productie jaren | Cilinders / Configuratie | Cilinderinhoud | Vermogen         |
| Ten                 | 1919–1923       | 4 / sv                   | 1097 cm³       |                  |
| Fifteen             | 1921–1925       | 6 / sv                   | 1991 cm³       |                  |
| 10/25 hp            | 1925–1928       | 4 / ohv                  | 1308 cm³       | 26 bhp (19 kW)   |
| Eight               | 1926            | 4 / ohv                  | 847 cm³        |                  |
| 14/34 hp            | 1926–1928       | 6 / ohv                  | 1776–1792 cm³  |                  |
| Eight Junior        | 1927–1932       | 4 / ohc                  | 848 cm³        | 16,5 bhp (12 kW) |
| Ten                 | 1927–1932       | 4 / ohv                  | 1261 cm³       |                  |
| Senior              | 1928–1929       | 4 / ohv                  | 1571 cm³       |                  |
| Six                 | 1929–1931       | 6 / ohv                  | 1920 cm³       |                  |
| Senior Six          | 1930–1931       | 6 / ohv                  | 1792 cm³       |                  |
| Nine                | 1932–1937       | 4 / ohc                  | 972 cm³        | 31 bhp (23 kW)   |
| Nine Sports         | 1933            | 4 / ohc                  | 972 cm³        | 35 bhp (26 kW)   |
| Fourteen            | 1933            | 6 / ohc                  | 1611 cm³       |                  |
| 2 litre             | 1933            | 6 / sv                   | 2050 cm³       | 45 bhp (33 kW)   |
| Twelve              | 1933–1935       | 4 / sv                   | 1440 cm³       | 32 bhp (23,5 kW) |
| 17.9 hp             | 1934            | 6 / ohc                  | 2160 cm³       |                  |
| Eleven Airstream    | 1934–1936       | 4 / ohc                  | 1584 cm³       |                  |
| Eleven              | 1934–1937       | 4 / ohc                  | 1459 cm³       | 39 bhp (29 kW)   |
| Nine Le Mans        | 1935–1936       | 4 / ohc                  | 972 cm³        | 38 bhp (28 kW)   |
| 1 1/2 litre Le Mans | 1935–1936       | 6 / ohc                  | 1493 cm³       | 48 bhp (35 kW)   |
| Bantam              | 1935–1937       | 4 / ohc                  | 972 cm³        | 25 bhp (18 kW)   |
| Sixteen             | 1935–1937       | 6 / ohc                  | 1993 cm³       |                  |
| Super Ten           | 1937–1949       | 4 / ohc                  | 1193 cm³       | 37 bhp (27 kW)   |
| Bantam              | 1938–1940       | 4 / ohc                  | 1074 cm³       | 30 bhp (22 kW)   |
| Super Twelve        | 1938–1949       | 4 / ohc                  | 1525 cm³       |                  |
| Nine                | 1939–1949       | 4 / ohc                  | 1074 cm³       | 35 bhp (26 kW)   |

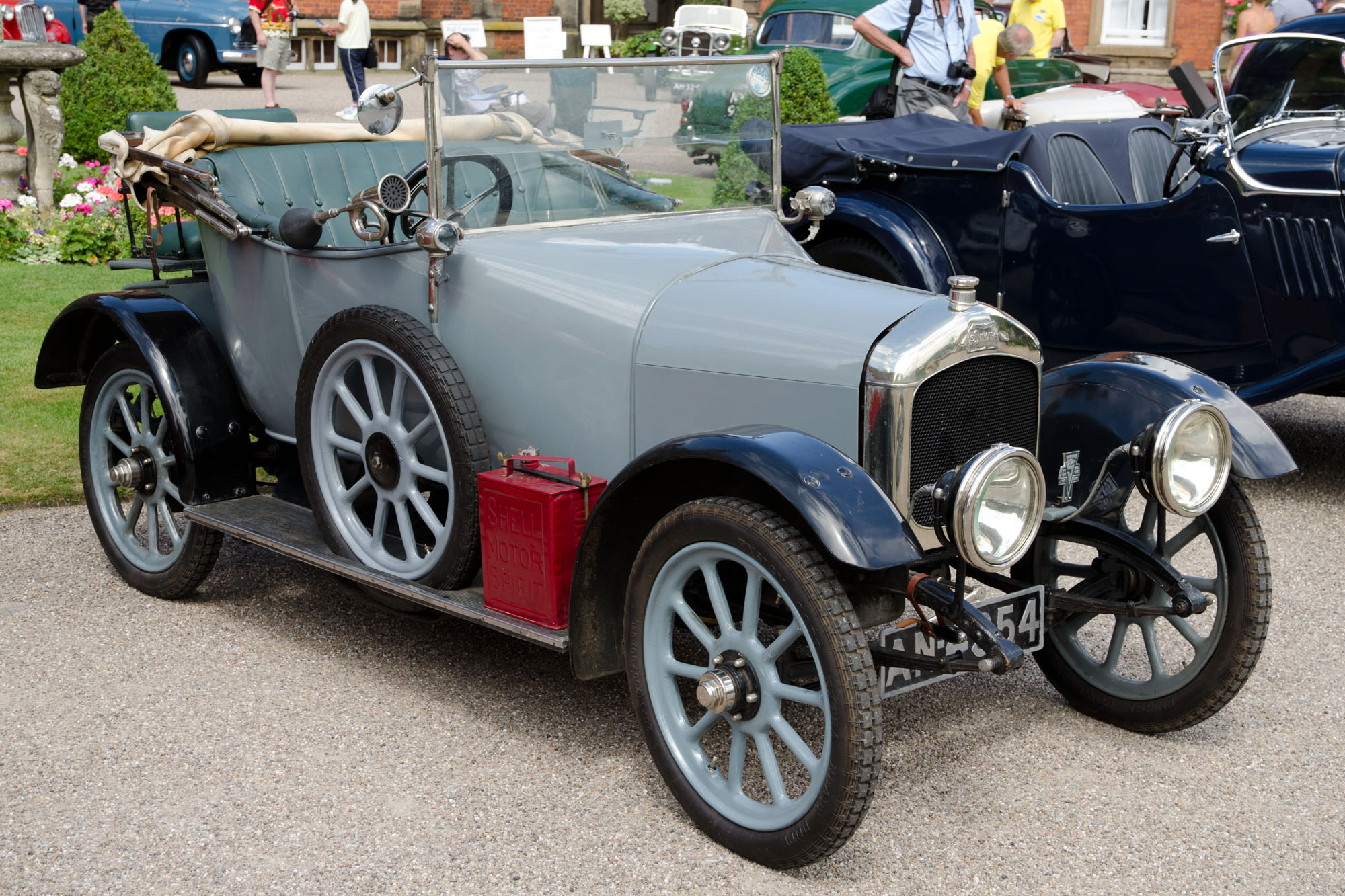
Singer Ten (1919)
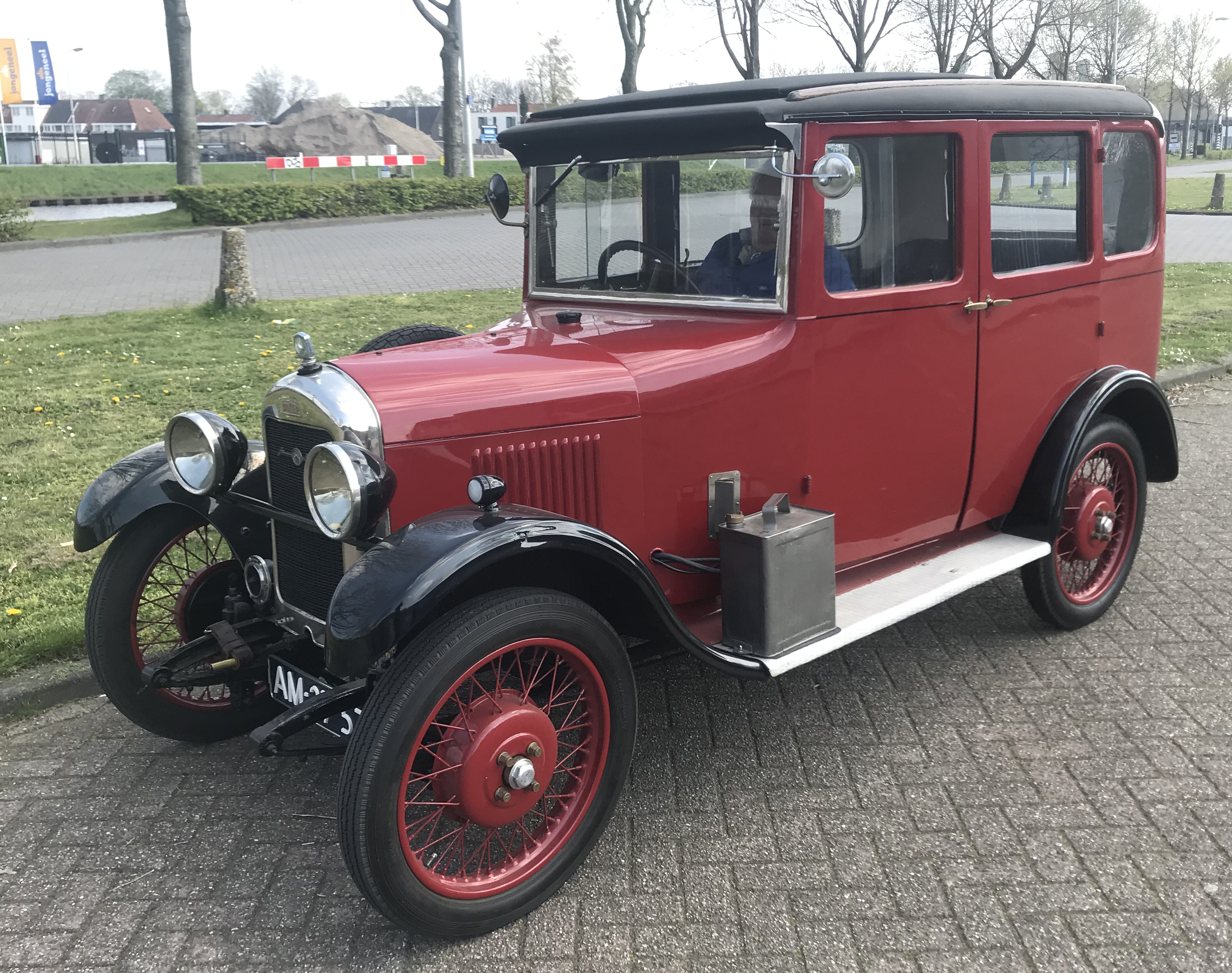
Singer Junior Saloon 1930
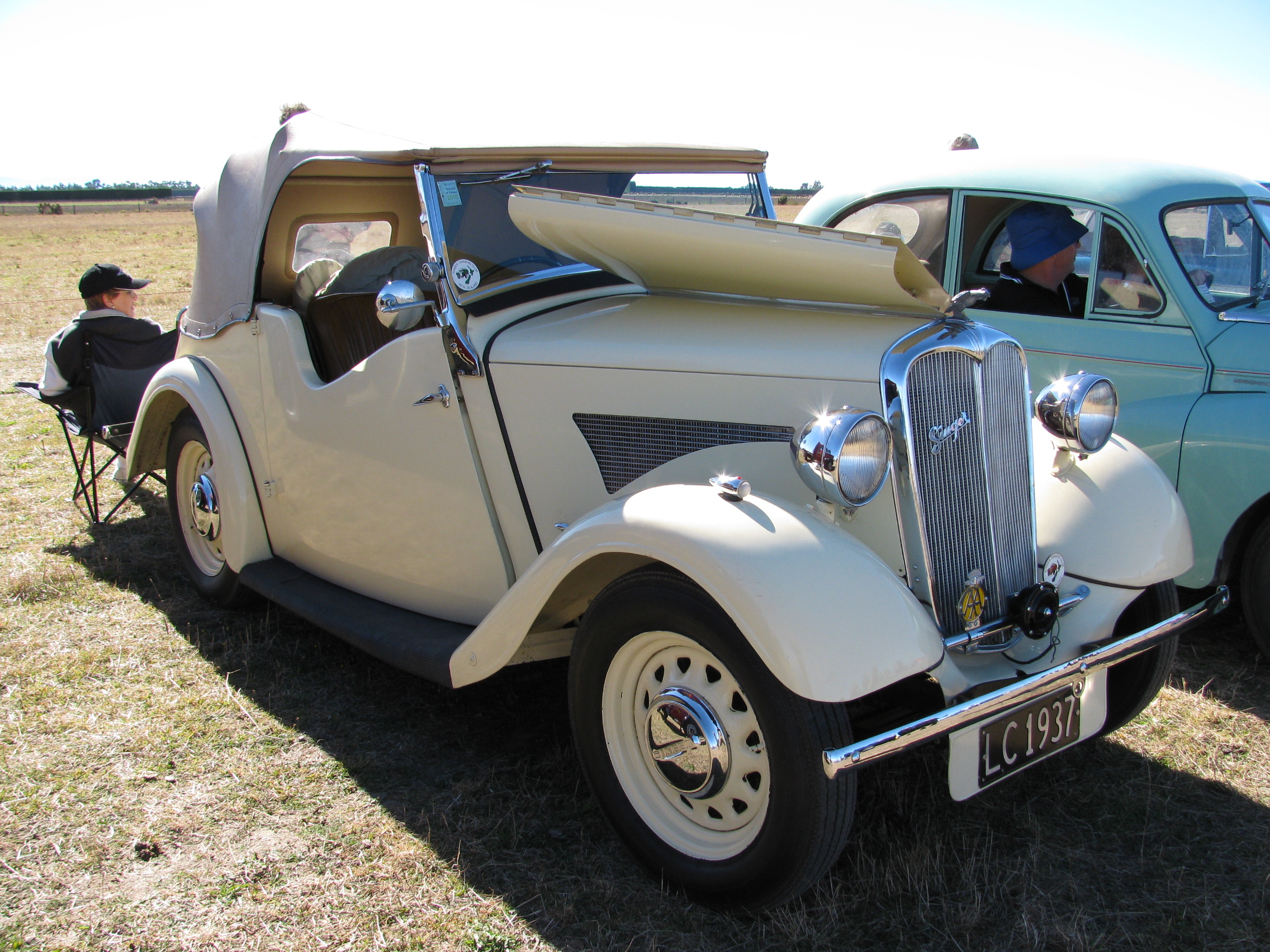
Singer Bantham Tourer
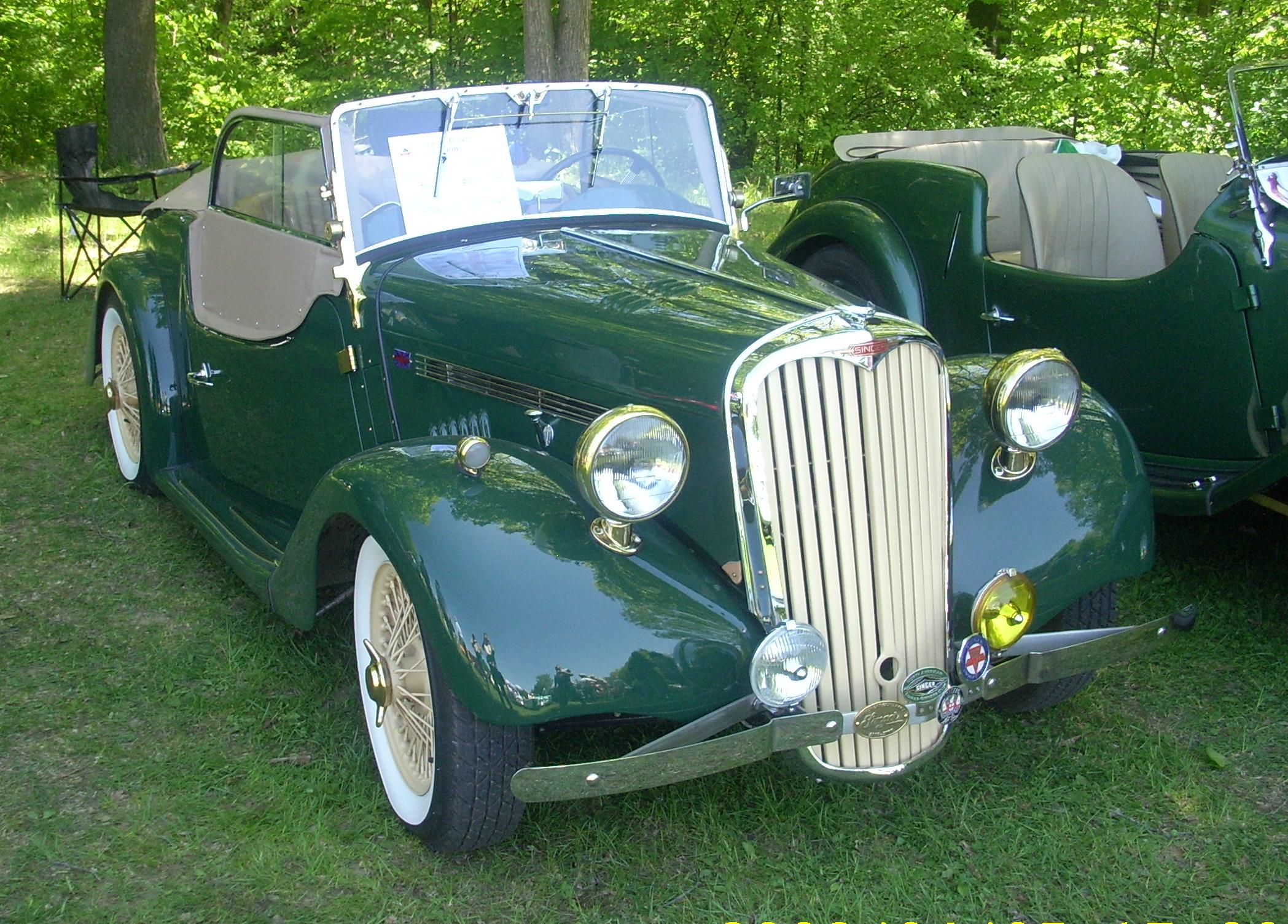
Singer Nine
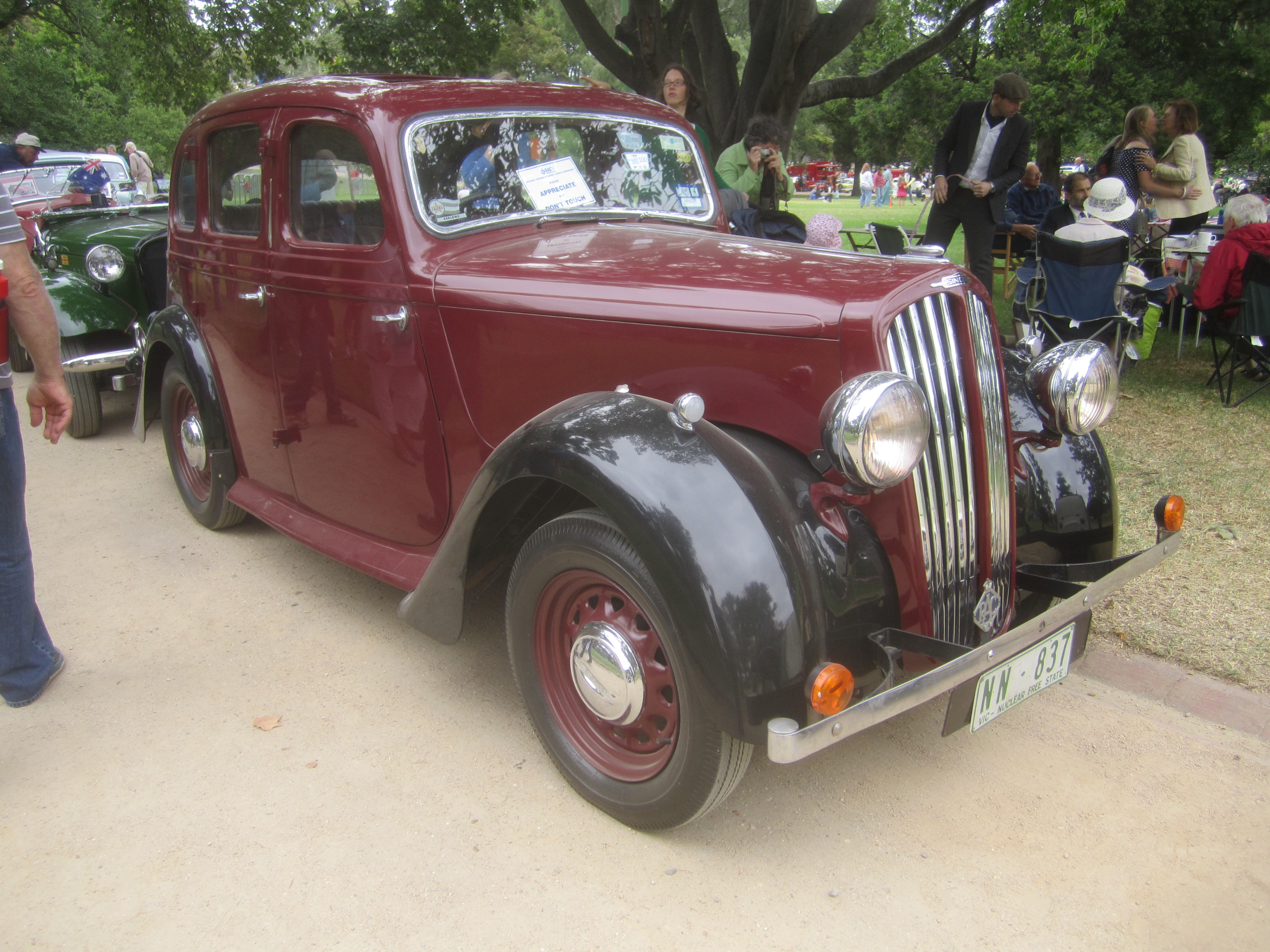
Singer Super 12 Saloon (1949)

### 1948–1970
| Model        | Productie jaren | Cilinders / Configuratie | Cilinderinhoud | Vermogen                 |
| SM 1500      | 1948–1951       | 4 / ohc                  | 1506 cm³       | 48 bhp (35 kW)           |
| Nine 4A/AB   | 1949–1951       | 4 / ohc                  | 1074 cm³       | 36 bhp (26,5 kW)         |
| SM 1500      | 1951–1956       | 4 / ohc                  | 1497 cm³       | 48–58 bhp (35−42,6 kW)   |
| Hunter       | 1954–1956       | 4 / ohc                  | 1497 cm³       | 48-50 bhp (35–37 kW)     |
| Hunter 75    | 1955–1956       | 4 / dohc                 | 1497 cm³       | 75 bhp (55 kW)           |
| Gazelle I    | 1956–1958       | 4 / ohc                  | 1497 cm³       | 52,5 bhp (38,6 kW)       |
| Gazelle II   | 1957–1958       | 4 / ohc                  | 1497 cm³       | 52,5 bhp (38,6 kW)       |
| Gazelle IIA  | 1958            | 4 / ohv                  | 1494 cm³       | 60,2 bhp (44,3 kW)       |
| Gazelle III  | 1958–1959       | 4 / ohv                  | 1494 cm³       | 60 bhp (44 kW)           |
| Gazelle IIIA | 1959–1960       | 4 / ohv                  | 1494 cm³       | 64 bhp (47 kW)           |
| Gazelle IIIB | 1960–1961       | 4 / ohv                  | 1494 cm³       | 60 bhp (44 kW)           |
| Vogue I      | 1960–1962       | 4 / ohv                  | 1592 cm³       | 66 bhp (48,5 kW)         |
| Gazelle IIIC | 1961–1963       | 4 / ohv                  | 1592 cm³       | 53 bhp (39 kW)           |
| Vogue II     | 1963–1964       | 4 / ohv                  | 1592 cm³       | 66 bhp (48,5 kW)         |
| Gazelle V    | 1963–1965       | 4 / ohv                  | 1725 cm³       | 57 bhp (42 kW)           |
| Vogue III    | 1964–1965       | 4 / ohv                  | 1592 cm³       | 78,5 bhp (57,7 kW)       |
| Chamois I    | 1964–1965       | 4 / ohc                  | 875 cm³        | 39 bhp (28,7 kW)         |
| Vogue IV     | 1965–1966       | 4 / ohv                  | 1725 cm³       |                          |
| Gazelle VI   | 1965–1967       | 4 / ohv                  | 1725 cm³       | 62,5 bhp (46 kW)         |
| Chamois II   | 1965–1970       | 4 / ohc                  | 875 cm³        | 42 bhp (31 kW)           |
| New Vogue    | 1966–1970       | 4 / ohv                  | 1725 cm³       | 80 bhp (59 kW)           |
| New Gazelle  | 1967–1970       | 4 / ohv                  | 1725 cm³       | 62,5–74 bhp (46−54,4 kW) |

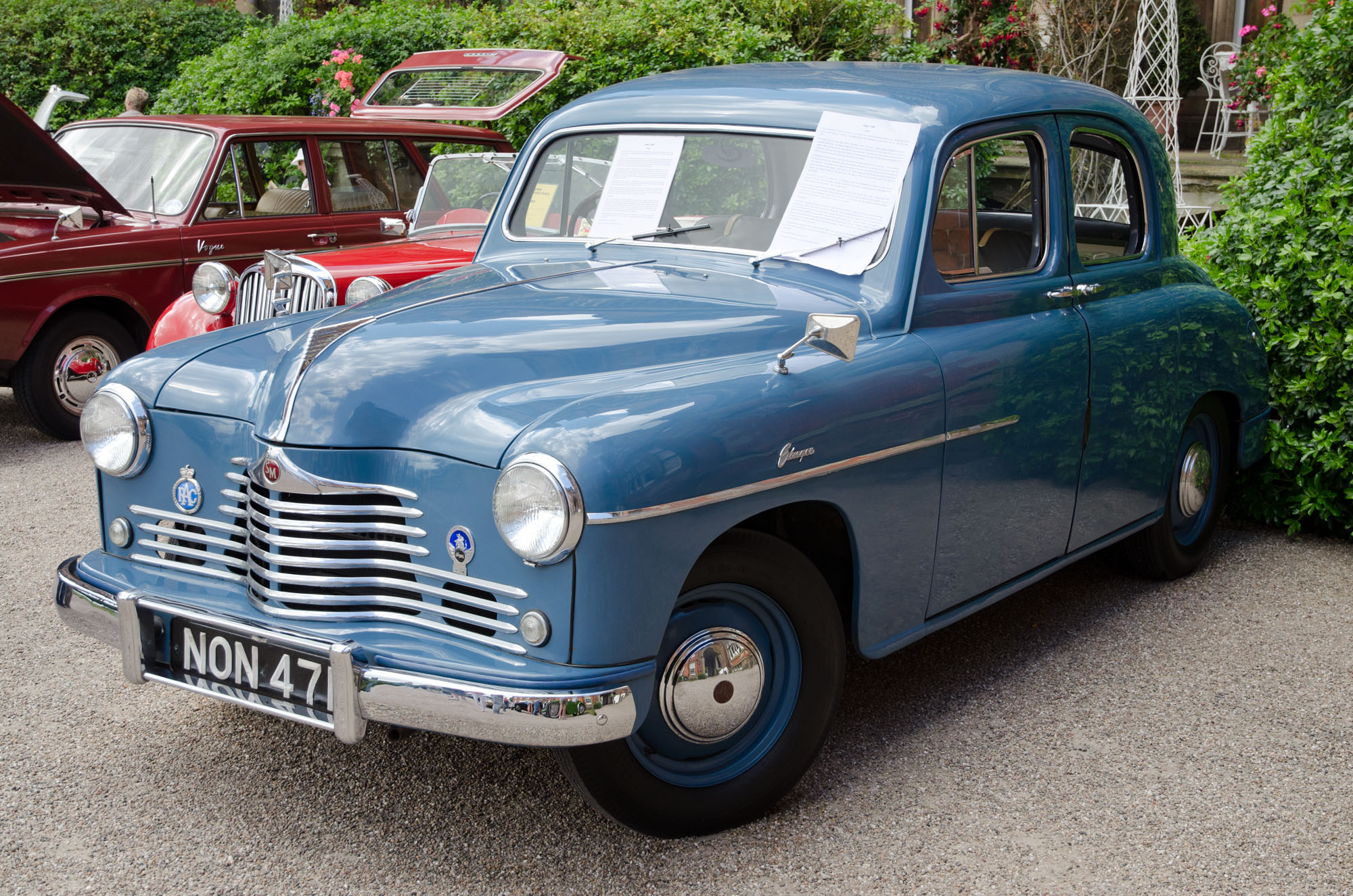
Singer SM1500
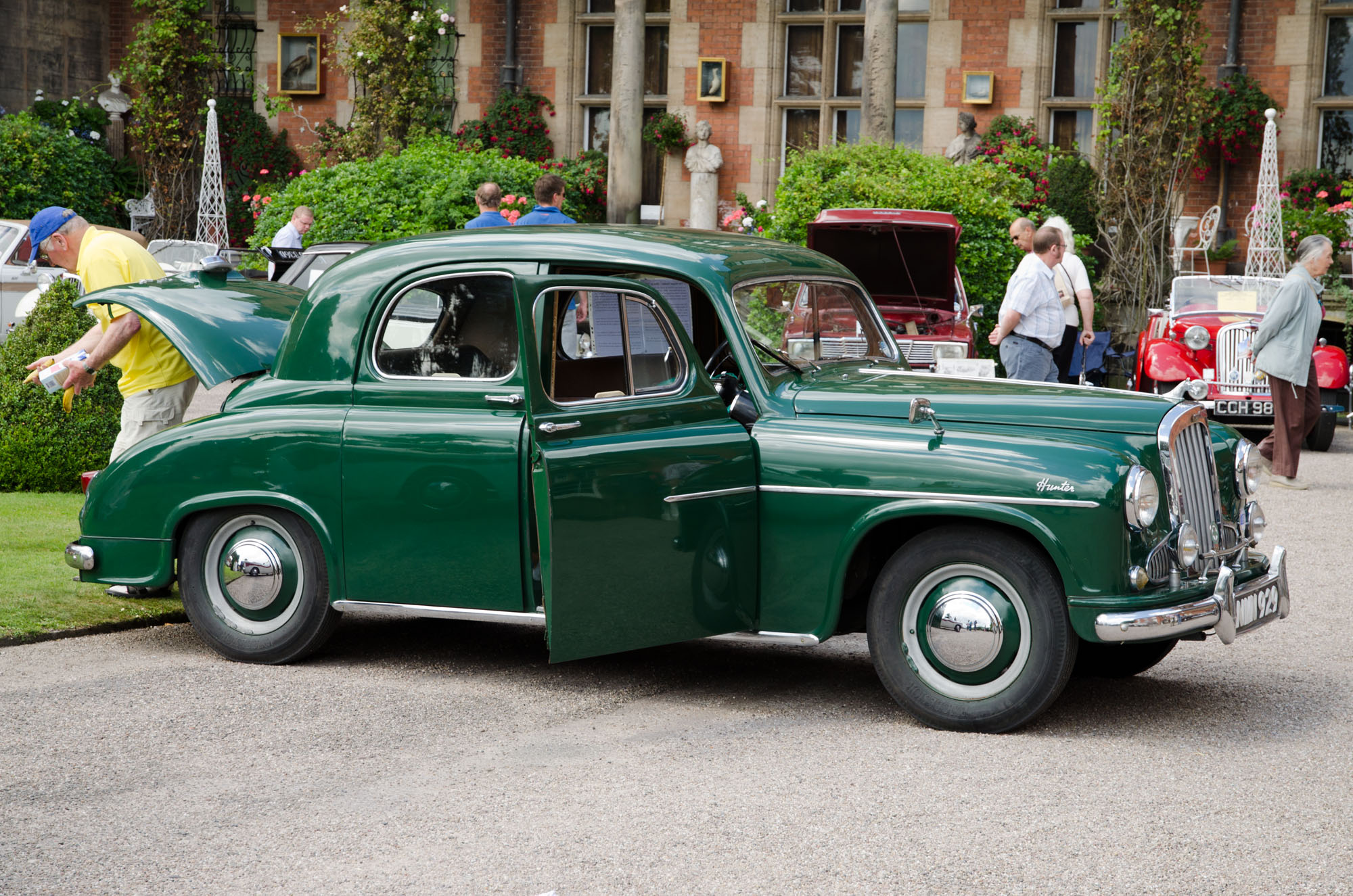
Singer Hunter
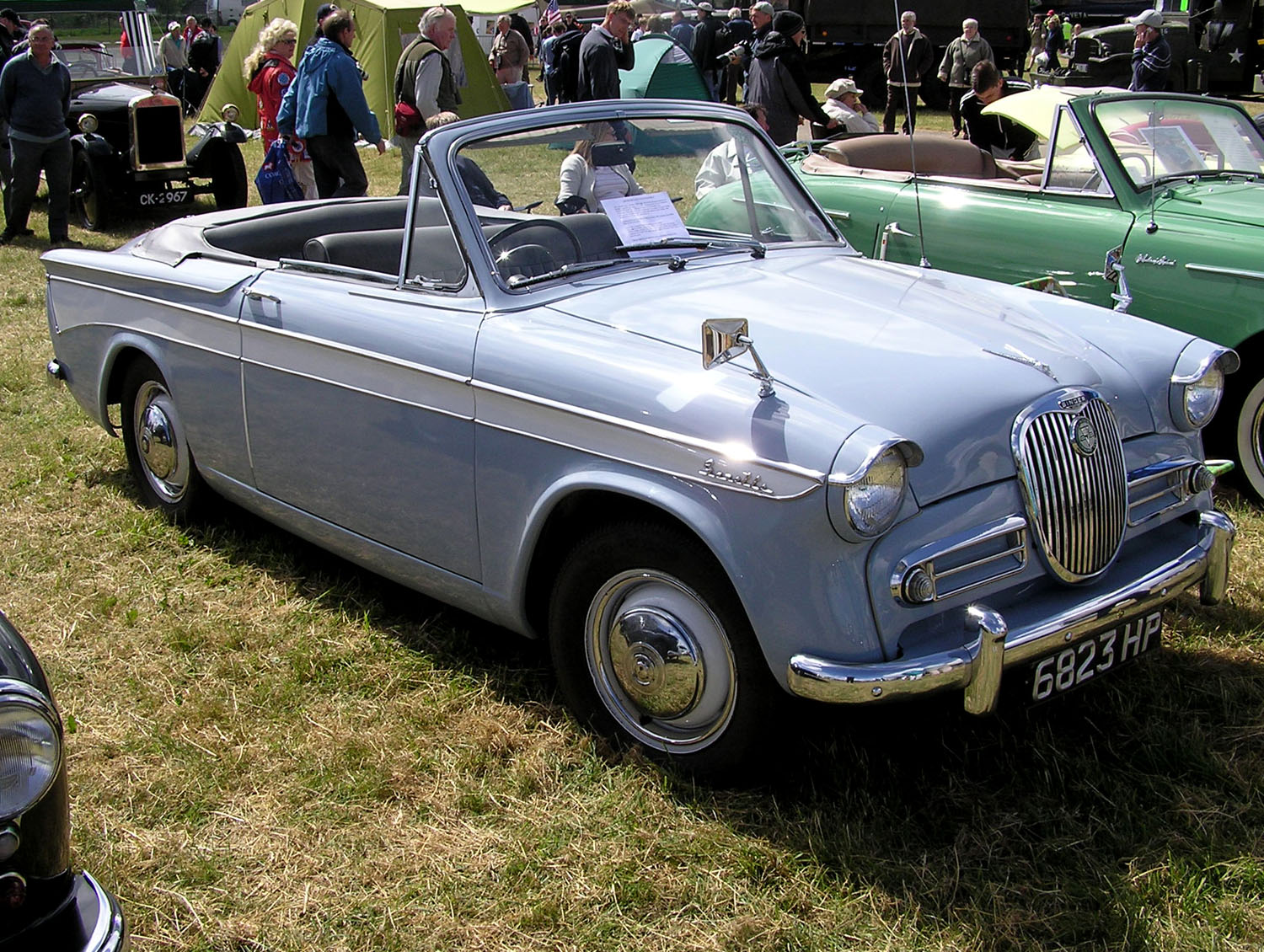
Singer Gazelle
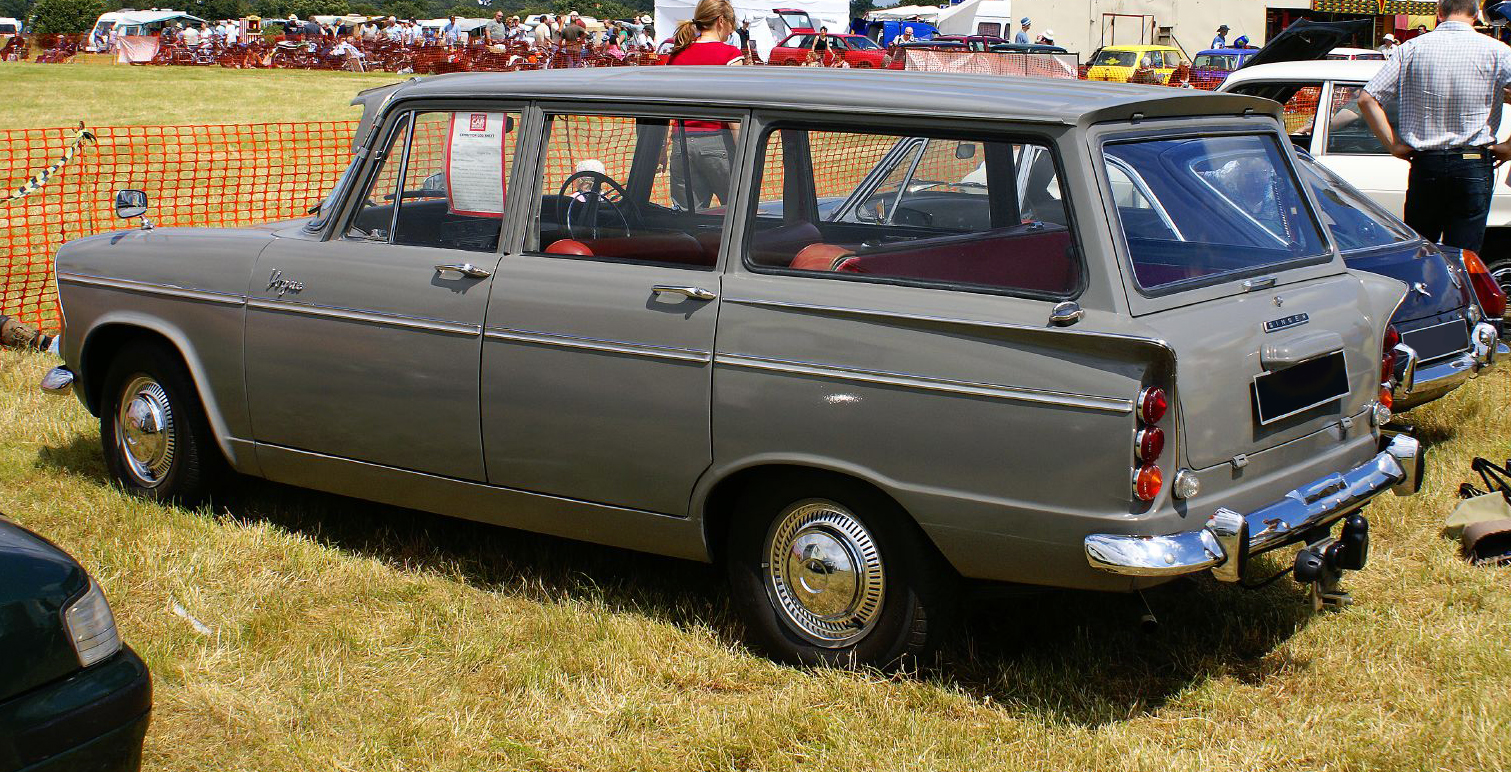
Singer Vogue Estate
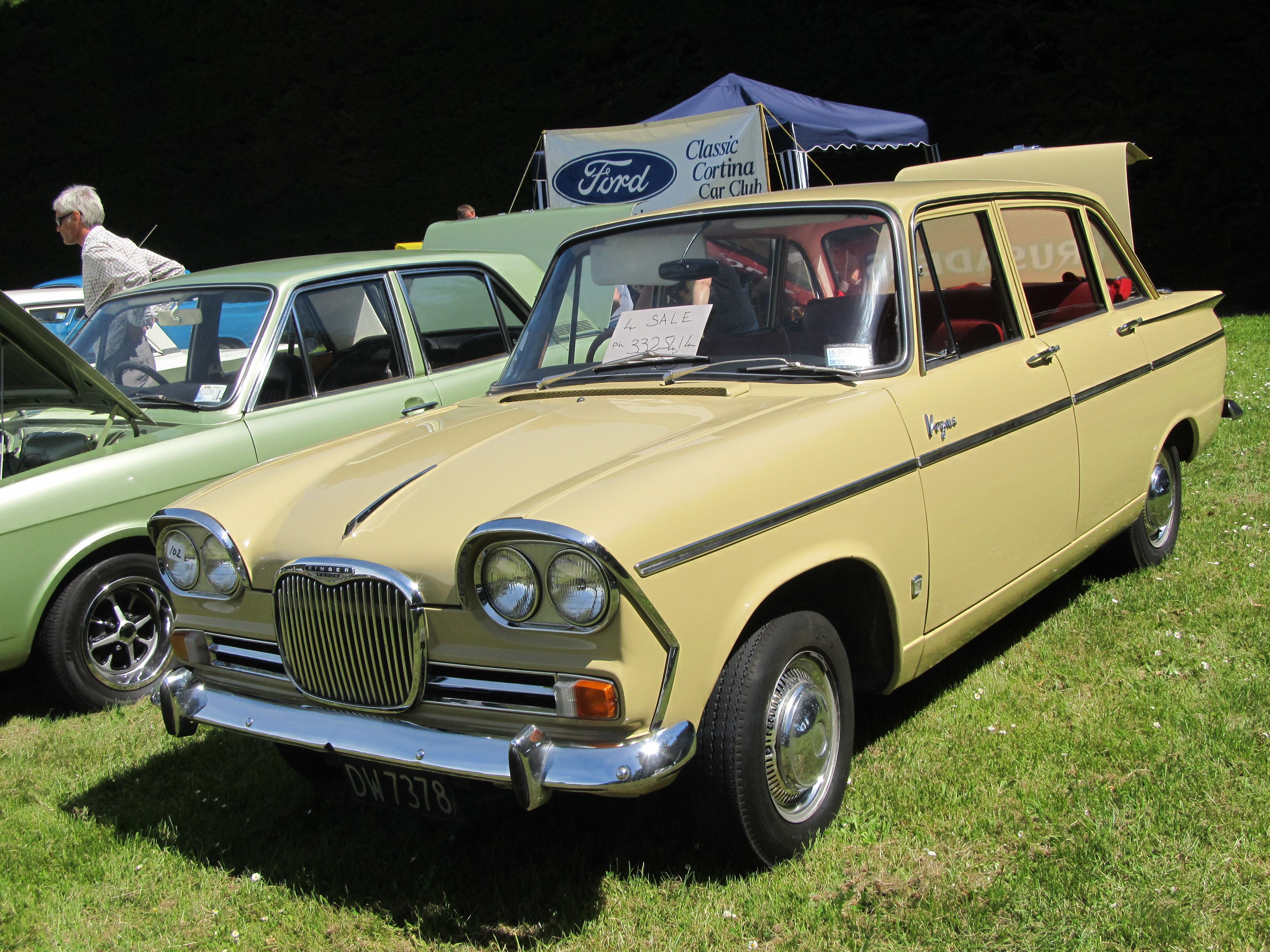
Singer Vogue
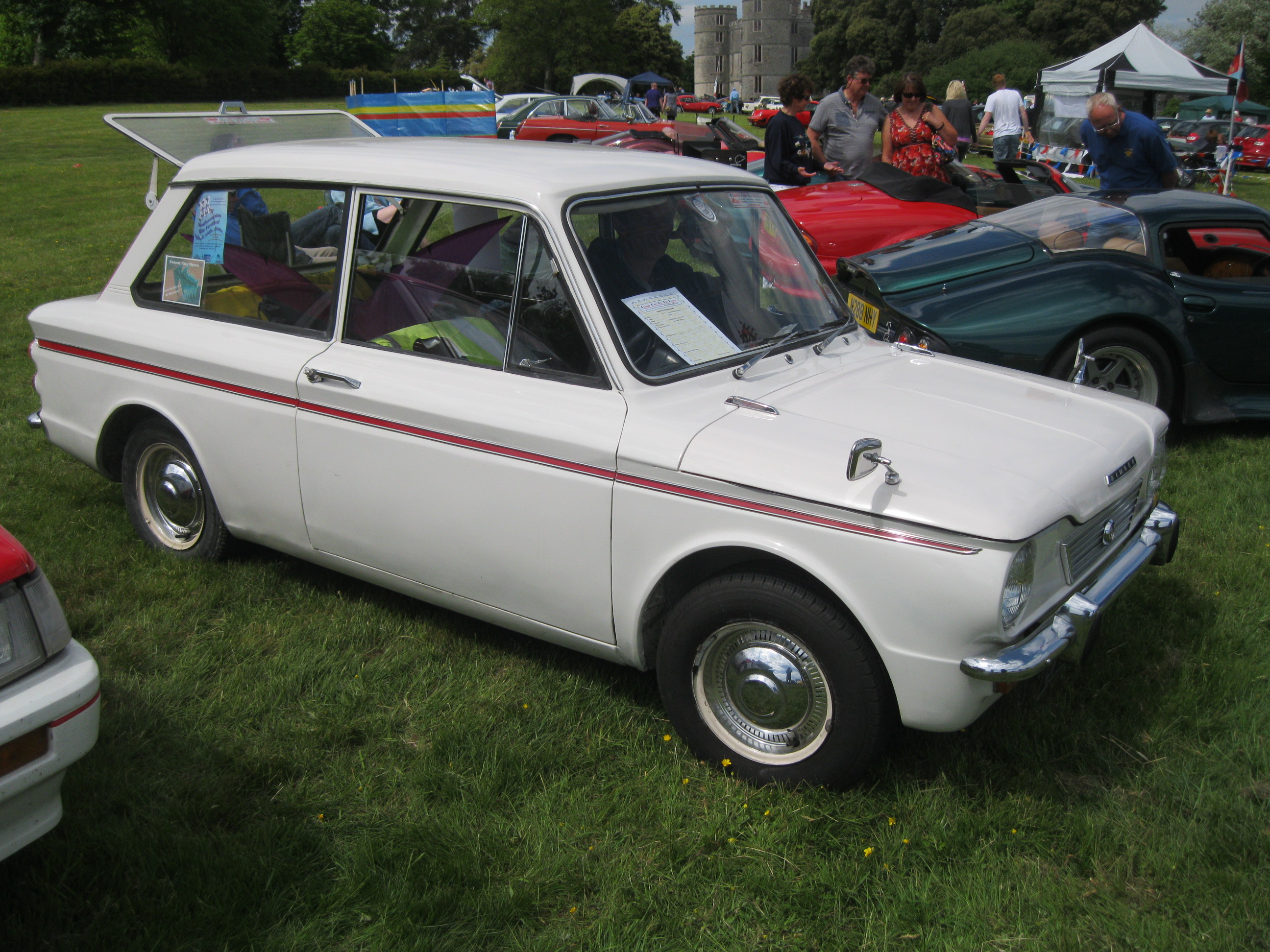
Singer Chamois